# Dictyonella arenosa
Dictyonella arenosa är en svampdjursart som först beskrevs av Rützler 1981.  Dictyonella arenosa ingår i släktet Dictyonella och familjen Dictyonellidae.
Artens utbredningsområde är Belize. Inga underarter finns listade i Catalogue of Life.